# 瑤光
瑤光（或作「搖光」，η UMa / 大熊座η）是北斗七星之一，亦称北斗七，位於大熊座，是北斗七星最东边（左侧）的恒星。但是，和大部分北斗七星的恒星不一样，它不是大熊座移动星群的成员。视星等1.86，是大熊座的第三亮星并且是全天最亮星之一。英文名Alkaid或Benetnasch，源于阿拉伯文，意思是“送葬者”。

## 特性
瑶光是一颗年龄1000万年的B3V主序星。1943年起，该星的光谱就作为分类其它恒星的基准点之一。它有5个太阳质量，3倍太阳半径，700倍太阳光度，表面温度约17,000K，散发着蓝白色的光芒。该星也是一个X射线辐射源。

## 術數名稱
搖光在術數中，又稱之為「破軍」。《五行大義》引《黃帝斗圖》「七名破軍，午生人所屬」。混雜術數的密教典籍《北斗七星延命經》：「南無破軍星，是東方琉璃世界藥師琉璃光如來佛。」
道教各類典籍對北斗七星的名號，亦從術數而來。 《太上玄靈北斗本命延生真經》及《上清靈寶大法》等載瑤光是“北斗天關破軍星君”。 《玉清無上靈寶自然北斗本生真經》中紫光夫人感生貪狼、破軍諸星。貪狼、破軍此類名號，見於《五行大義》所引《黃帝斗圖》。
《北斗治法武威經》中記載：「第一，天樞名魁」，“第七天衝，名魒，字破軍”。魁、魒此類名號，見於《五行大義》所引《遁甲經》。
北宋張君房編的《雲笈七籤》稱：「北斗第一天樞星，則陽明星之魂神也」，「第七瑤光星，則天關星之魂大明也。”其中的天關星是“天之上帝，主天地機運。如四時長短。天地否泰、劫會，莫不隸焉。」陽明星、天關星此類名號，見於《五行大義》所引《孔子元辰經》。

## 相关传说
据《宋书》记载，上古五帝之一的高阳氏颛顼的母亲见到瑤光星“贯月如虹”，于是在若水生下颛顼。

## 文学作品
- 汉代张衡的《西京赋》：“上飞闼而远眺，正睹瑶光与玉绳。”[4]
- 三国魏阮籍的《咏怀》第六十八：“漭瀁瑶光中，忽忽肆荒滛”[5]
- 唐代李商隐的《南朝》：“地险悠悠天险长，金陵王气应瑶光”[6]
- 清代纳兰性德的《玉泉十二韵》：“隐见瑶光曳，琤瑽佩响传。”[7]